# Jaka Mulya
Jaka Mulya is een bestuurslaag in het regentschap Kota Bekasi van de provincie West-Java, Indonesië. Jaka Mulya telt 33.848 inwoners (volkstelling 2010).